# Resnova
Resnova là một chi thực vật có hoa trong họ Asparagaceae.

## Danh sách loài
- Resnova humifusa
- Resnova lachenalioides
- Resnova maxima
- Resnova minor
- Resnova nossibeensis
- Resnova pilosa
- Resnova schlechteri
- Resnova transvaalensis